# (1644) Rafita

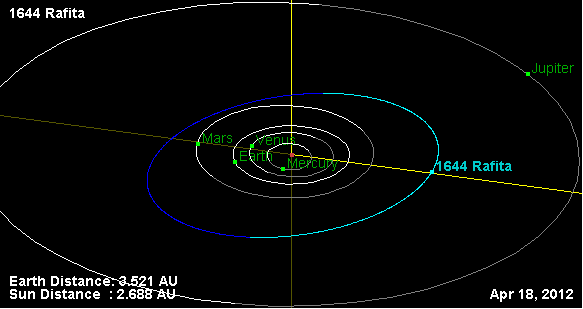

(1644) Rafita est un astéroïde de la ceinture principale découvert le 16 décembre 1935 par l'astronome Rafael Carrasco à Madrid.
C'est l'astéroïde à l'origine de la famille de Rafita.

## Historique
Sa désignation provisoire, lors de sa découverte le 16 décembre 1935, était 1935 YA.